# Condado de Noble (Oklahoma)
El condado de Noble (en inglés: Noble County), fundado en 1897, es un condado del estado estadounidense de Oklahoma. En el año 2000 tenía una población de 11.411 habitantes con una densidad de población de 6 personas por km². La sede del condado es Perry.

## Geografía
Según la oficina del censo el condado tiene una superficie total de 1922 km² (742,1 mi²), de los que 1896 km² (732 mi²) son tierra y 28 km² (10,8 mi²) (1,42%) son agua.

### Condados adyacentes
- Condado de Kay - norte
- Condado de Osage - noreste
- Condado de Pawnee - este
- Condado de Payne - sur
- Condado de Logan - suroeste
- Condado de Garfield - oeste

### Principales carreteras y autopistas
- Interestatal 35
- U.S. Autopista 64
- U.S. Autopista 77
- U.S. Autopista 177
- U.S. Autopista 412
- Autopista estatal 86
- Autopista estatal 156

## Demografía
Según el censo del 2000 la renta per cápita media de los habitantes del condado era de 33.968 dólares y el ingreso medio de una familia era de 40.180 dólares. En el año 2000 los hombres tenían unos ingresos anuales 32.224 dólares frente a los 21.235 dólares que percibían las mujeres. El ingreso por habitante era de 17.022 dólares y alrededor de un 12,80% de la población estaba bajo el umbral de pobreza nacional.

## Ciudades y pueblos
- Billings
- Marland
- Morrison
- Perry
- Red Rock